# Лаерабун
Лаерабун (Лахараб) — цар (або обраний отаман) кутіїв, правив 2 роки в Шумері у 2137-2135 до н. е. (2078-2076 до н. е. за іншими даними).

Після смерті аккадського царя Шу-Турула він захопив Акад. В написі на булаві, подарованій храму в Сіппарі Лаерабун назвав себе царем Аккаду.